# Criptomnesia
La palabra criptomnesia, procedente de la bibliografía especializada de lengua francesa, significa recuerdo oculto.
En psicología y psiquiatría se conoce como criptomnesia (o criptoamnesia, según algunos autores) a un fenómeno ilusorio en la memoria o sesgo de memoria. Ocurre cuando se recuerda algo que está almacenado en la memoria, pero no se experimenta como un recuerdo. La persona tiene la sensación de haber tenido una idea nueva y original fruto de su propia creatividad e inspiración, pero en realidad el origen de esa idea es un recuerdo latente en su memoria por haberla escuchado en alguna parte. Dicha idea estaba grabada en su memoria, pero no recuerda quién o el contexto en el que la escuchó. Comúnmente ocurre con pensamientos, ideas, canciones o chistes. No hay que confundir la criptomnesia con el plagio deliberado.

## Definición
"Se entiende por «criptomnesia» el proceso por el cual se vuelve consciente una imagen mnémica que no es reconocida primariamente como tal, lo que sólo ocurre eventualmente de manera secundaria, por la vía del reconocimiento a posteriori o del razonamiento abstracto. Lo característico de la criptomnesia es que la imagen que emerge no lleva en sí las notas distintivas de la imagen mnémica, es decir, no está en conexión con el correspondiente complejo del yo supraconsciente". No debe ser confundido con Hipermnesia, en la que se agudiza de modo anormal la facultad de rememoración, siendo reproducidas las imágenes mnémicas como tales.
Supondría así una alteración de la memoria consistente en evocar un recuerdo y no reconocerlo como tal, de manera que la idea parece nueva y personal. Esto se da, de buena fe, en los casos de plagio involuntario. El sujeto cree haber elaborado algo por primera vez mediante una combinación inédita de estímulos, pero en realidad nos hallamos ante una idea recuperada tal y como fue almacenada en la memoria del individuo.
Fue descrito por primera vez por Carl Gustav Jung, quien lo utilizó en su tesis de doctorado (Acerca de la psicología y patología de los llamados fenómenos ocultos (1902)) para demostrar que algunos episodios de creatividad, incluida la creatividad supuestamente paranormal, no son más que recuerdos inconscientes de un material memorizado mucho tiempo atrás.